# 카스텔베키오칼비시오
카스텔베키오칼비시오(이탈리아어: Castelvecchio Calvisio)는 이탈리아 아브루초주 라퀼라도에 있는 코무네이다. 그란 사소 에 몬티 델라 라가 국립공원에 위치해있다. 조지 클루니의 주연을 한 미국의 영화 아메리칸 (2010)이 이곳에서 촬영을 했다.